# Răsovo, Kiustendil
Răsovo (în bulgară Ръсово) este un sat în comuna Kiustendil, regiunea Kiustendil,  Bulgaria. 

## Demografie
Componența etnică a satului Răsovo
     Bulgari (97,91%)
     Nicio identificare (2,08%)
     Altele (0%)
La recensământul din 2011, populația satului Răsovo era de 48 locuitori. Din punct de vedere etnic, majoritatea locuitorilor (97,91%) erau bulgari. Pentru 2,08% din locuitori nu este cunoscută apartenența etnică.